# Mironeasa (gmina)
Mironeasa – gmina w Rumunii, w okręgu Jassy. Obejmuje miejscowości Mironeasa, Schitu Hadâmbului i Urșița. W 2011 roku liczyła 4521 mieszkańców.